# Frederick Suerig
Frederick Suerig (Washington, 21 de junio de 1878-San Luis, 8 de diciembre de 1929) fue un deportista estadunidense que compitió en remo. Participó en los Juegos Olímpicos de San Luis 1904, obteniendo una medalla de plata en la prueba de cuatro sin timonel.

## Palmarés internacional
| Juegos Olímpicos | Juegos Olímpicos          | Juegos Olímpicos | Juegos Olímpicos   |
| Año              | Lugar                     | Medalla          | Prueba             |
| ---------------- | ------------------------- | ---------------- | ------------------ |
| 1904             | San Luis (Estados Unidos) | Medalla de plata | Cuatro sin timonel |